# Тухтубаев, Иван Иванович
Иван Иванович Тухтубаев — советский хозяйственный, государственный и партийный деятель.

## Биография
Родился в 1908 году в селе Большая Сиульта. Член ВКП(б) с 1941 года.
С 1927 года - на хозяйственной, общественной и политической работе. В 1927-1959 гг. — бригадир в промартели «Путь  бедняка» и в совхозе «Скотовод», инструктор Майминского аймакисполкома, председатель Кош-Агачского аймакисполкома, первый заместитель, председатель исполкома Горно-Алтайского областного Совета депутатов трудящихся.
Избирался депутатом Верховного Совета СССР 3-го, 4-го, 5-го созывов.
Умер в 1975 году.